# Viadana
Viadana es un municipio italiano situado en la provincia de Mantua, en Lombardía. Tiene una población estimada, a fines de noviembre de 2022, de 19 715 habitantes.

## Evolución demográfica
| Gráfica de evolución demográfica de Viadana entre 1861 y 2022 |
|                                                               |
| Fuente: ISTAT - Elaboración gráfica de Wikipedia              |